# Межапаркс
Ме́жапарк (латыш. Mežaparks) — исторический район в городе Риге. Находится в Северном районе, на берегу озера Кишэзерс.
Название происходит от находящейся здесь лесопарковой зоны. Историческое название — Кайзервальд (нем. Kaiserwald, латыш. Ķeizarmežs), или Царский лес. Современное название носит с 1924 года. В Межапарке находятся Рижский зоопарк, тренировочная база футбольного клуба «Сконто», десятки памятников архитектуры начала XX века.
В период Второй мировой войны на территории района был устроен концлагерь Рига-Кайзервальд, где погибло около 18 тысяч евреев.

## История
Поначалу на берегу Кишэзерса располагались поместья и рыбацкие дома.
В 1895 году рижский городской инженер Адольф Агте начал скупать поместья на берегу Кишозера в Риге: Neuhof (Bulmerinckshof), Dragunshof, Heilshof с намерением поделить их на участки и продать под строительство частных вилл. В 1898 году Рижская городская управа по предложению Агте рассмотрела вопрос о создании парка отдыха и дачной колонии на берегу Кишозера, выделив для этого городские земли. Так был основан Межапарк.
В 1899 году городская управа получила первый проект планировки района, который не был утверждён, после чего планировку поручили пейзажному архитектору, директору рижских городских садов Георгу Куфальдту. В южной части территории будущего района он запланировал район дач и особняков, а в северной, вместе с главным лесным инженером Риги Эйженом Готфридом Оствальдом — лесопарк. Эта идея отвечала моде на создание зелёных зон в городах, где плотная застройка вызывала перенаселение. Лифляндский губернатор Владимир Суровцев в письме министру внутренних дел Российской империи тревожился о том, что рижские улицы застраиваются 5-6-этажными домами, около которых совсем нет зелени, а влажный климат, узкие улицы, торфяные почвы и отсутствие канализации делают гигиеническую ситуацию в городе опасной для жизни.
В начале 1900 года городская управа признала «в принципе желательным приступить к постепенному использованию Царского леса», а Рижская дума по случаю празднования в 1901 году 700-летия города предложила его преобразовать в «городской общественный парк с тем, чтобы была допущена застройка одной части этого леса исключительно дачами». В 1901—1909 годах в Царском лесу проложили первые улицы, от городского центра была проведена линия трамвая. Автором планировочного решения стал Г. Куфальдт, надзором за строительством дорог занимался гражданский инженер О. Гакель, который также участвовал и в проектировании.
В первый период строительства (1902—1908 годы) в Межапарке на участке между Любекской и Линебургской улицами было построено 19 вилл, спроектированных архитекторами Фридрихом Шефелем, Эдуардом Купфером, Вильгельмом Иоганном Карлом Нейманом, Рудольфом Филиппом Донбергом и другими. Большинство домов были деревянными в полтора или два этажа, имели до восьми жилых комнат и подсобные помещения. Многие дома снаружи штукатурились, украшались деревянными верандами, фахверковыми щипцами и элементами деревянной отделки — карнизами, наличниками. Лишь некоторые из домов строились из камня.
Были построены спортивные сооружения, ресторан и другие общественные здания.
С наплывом отдыхающих ситуация начала меняться: созданное в 1903 году спортивное общество «Царский лес» (Sportverein «Kaiserwald») купило одно из поместий. В обществе объединились интеллигенция и влиятельные предприниматели города, что помогло ему сыграть значительную роль в развитии Межапарка. Многие из членов общества стали покупать дома и участки в этом районе и переселяться сюда, началось формирование оригинальной застройки. В спортобществе учредили 9 различных секций, в том числе плавания, бега, вело-, конного и парусного спорта, зимних видов спорта — катания на лыжах, коньках. Секцией садоводства руководил лично Георг Куфальдт: он проводил занятия для всех желающих по дизайну и обустройству среды. Архивные материалы свидетельствуют, что уроки проходили прямо в парке, и учащиеся участвовали в его озеленении — посадке кустарников и цветов рядом с дорожками.
Спортивное общество начало проводить массовые мероприятия в парке, обычно на берегу озера — для детей, для молодёжи, тематические мероприятия, театральные представления. По субботам люди собирались, чтобы вместе петь. Наибольший интерес публики привлекали Праздник спорта и Народный праздник, на которые собирались до 15—20 тыс. человек (всё население Риги в начале XX века составляло около 300 тыс. жителей). В установленных павильонах жителям предлагали еду и прохладительные напитки, работали творческие мастерские ремесленников, день завершался балом или танцами. Также отмечали Янов день — невзирая на то что, большинство участников общества были немцы, им нравилась эта латышская традиция.
Спортивное общество организовывало и соревнования — благодаря этому на озере появились база парусного спорта, где проводились гонки европейского уровня, как летние, так и зимние (на буерах), и постоянная стоянка для 40 яхт.
Здесь также проходили соревнования по плаванию европейского ранга. Бассейнов тогда не было, так что заплывы проходили на открытой воде. На озере был также установлен трамплин для прыжков.
В Межапарке в 1924 году прошли первые автогонки, причём международные (а позднее и мотогонки).
В начале XX века Царский лес был преимущественно немецким, однако мероприятия проходили на разных языках. В дополнение к этому Общество латышских учителей (Latviešu izglītības biedrība) тоже приобрело имущество на берегу озера и создало там Солнечный сад — Саулесдарзс (латыш. Saulesdārzs). Там началась организация латышских народных мероприятий.
В первые годы работы Царского парка у рижан появилась идея устроить зоосад. Было учреждено общество, которое начало собирать пожертвования и проводить мероприятия — концерты, представления, праздники, чтобы заработать денег. Рижский зоосад открыли 14 октября 1912 года.

## Транспорт
Автобус:
- № 9 — улица Абренес — Межапаркс
- № 48 — Плявниекское кладбище — Саркандаугава

Трамвай:
- № 11 — улица Аусекля — Межапаркс
- По тому же маршруту из центра Риги в Межапарк в летнее время по субботам, воскресеньям и праздничным дням курсирует ретротрамвай[5].